# استن، فرانسه
استن، فرانسه (به فرانسوی: Stains) یک کامین در فرانسه است که در Canton of Stains واقع شده‌است.

## خصوصیات
استن ۵٫۳۹ کیلومترمربع مساحت و ۳۳٬۹۵۱ نفر جمعیت دارد و ۴۶ متر بالاتر از سطح دریا واقع شده‌است.

## خواهرخوانده
شهرهای چزنت، Luco dei Marsi و فکیک خواهرخوانده‌های استن، فرانسه هستند.